# 디스트로이 건담
디스트로이 건담(영어: Destroy Gundam, 일본어: デストロイガンダム)은 TV 애니메이션 《기동전사 건담 SEED DESTINY》에 등장하는 모빌 아머(MA)로 분류되는 가공의 유인 조종식 인간형 로봇 병기이다. 지구연합군 소속으로 모빌 슈트(MS) 형태로의 변형 기구를 가지고 있다. 조종에는 생체 CPU의 존재가 필수적이며, 작품 내에서는 제81독립기동군 팬텀 페인 소속의 스텔라 루셰를 비롯한 "익스텐디드"들이 탑승한다. "디스트로이"는 영어로 "파괴(破壊)"를 의미한다. 미디어나 관련 상품에서는 "디스트로이 건담"이라고 호칭되지만, 《기동전사 건담 SEED DESTINY》 작품 내에서는 다른 건담 타입의 모빌 슈트와 마찬가지로 "건담"을 생략하고 "디스트로이"라고 호칭된다.
메카닉 디자인은 오오카와라 쿠니오가 담당하였다.

## 같이 보기
- 건담 시리즈의 병기 목록
- 기동전사 건담 SEED DESTINY